# Cavan, Côtes-d'Armor

Cavan este o comună în departamentul  Côtes-d'Armor, Franța. În 1 ianuarie 2022 avea o populație de 1.548 de locuitori.